# Flughafen Corumbá

i7
i11
i13
Der Flughafen Corumbá (portugiesisch Aeroporto Internacional de Corumbá, IATA-Code: CMG, ICAO-Code: SBCR) ist ein öffentlicher Flughafen, 3 km von Corumbá im brasilianischen Bundesstaat Mato Grosso do Sul entfernt.

## Flughafendaten
Der Flughafen hatte eine Asphaltpiste, welche 1660 m lang und 30 m breit war, diese sollte im Mai 2001 auf 2000 m × 45 m erweitert werden. Die Genehmigung der Start- und Landebahn mit dieser Länge war an die Bedingung geknüpft, dass in einem an die Landzunge 27 angrenzenden Bereich bestehende Wohnanlagen enteignet werden mussten. Da die Enteignungsmaßnahmen nicht vorankamen, beschränkte man sich auf 1500 m Länge und 45 m Breite. Der Aeroporto Internacional de Corumbá hat eine Fläche von 121 ha. Die Seehöhe beträgt 140 m. Die Gesamtfläche des Flughafens beträgt 696 ha. Die Passagierkapazität beträgt 500.000 pro Jahr. Das Passagierterminal hat eine Fläche von 2400 m²,

## Geschichte
Im Jahr 1930 richtete das Unternehmen Sindicato Condor, Vorgänger der Empresa Serviços Aéreos Cruzeiro do Sul, eine Flugverbindung zwischen Corumbá und Cuiabá ein und operierte mit einmotorigen Wasserflugzeugen von Junkers. Dieses Flugzeug flog über die Flüsse Paraguay und Cuiabá und landete auf Abschnitten dieser Flüsse in beiden Städten. Diese Fluggesellschaft wurde zunächst von der Landesregierung subventioniert. Später wurde es die letzte Etappe der Strecke São Paulo – Três Lagoas – Campo Grande – Corumbá – Cuiabá, die von demselben Unternehmen betrieben wurde, jedoch mit dreirädrigen Flugzeugen vom Typ Junkers 52. Die letzte Etappe wurde mit dem kleinen einmotorigen Wasserflugzeug durchgeführt. Die Verbindung São Paulo – Corumbá dauerte sechs bis sieben Stunden, am folgenden Tag flog das Wasserflugzeug den Abschnitt Corumbá – Cuiabá und kehrte am nächsten Tag zurück. So musste die Trimotor Junkers 52 mehr als zwei Tage in Corumbá warten, um nach São Paulo zurückzukehren. Dieses erzwungene Warten veranlasste die Bundesregierung 1937 über das damalige Luftfahrtministerium des Bundesstaates São Paulo (Department of Civil Aviation – DAC) einen Hangar zu errichten.
Der Flughafen Corumbá wurde in der gleichen Gegend wie der alte Flughafen gebaut und am 21. September 1960 eröffnet.
Im August 2022 erwarb das spanische Infrastrukturunternehmen Aena die Konzession für den Betrieb des Flughafens für die nächsten 30 Jahre, er wurde vorher von  Infraero verwaltet.

## Flugbetrieb
Im Jahre 2019 wurden 35.414 Passagiere transportiert und 1822 Flugbewegungen durchgeführt.

## Zwischenfälle
- Am 20. August 1953 kam es mit einer Curtiss C-46A Commando der brasilianischen Companhia Itaú de Transportes Aéreos (Luftfahrzeugkennzeichen PP-ITD) nach dem Durchstarten am Flughafen Corumbá zum Strömungsabriss und Absturz. Von den vier Besatzungsmitglieder kamen 3 ums Leben. Die Maschine konnte repariert werden.[6]